# Chlaenius pertinax
Chlaenius pertinax är en skalbaggsart som beskrevs av Thomas Casey. Chlaenius pertinax ingår i släktet Chlaenius och familjen jordlöpare. Inga underarter finns listade i Catalogue of Life.